# Центральний адміністративний округ (Москва)
Центра́льний адміністрати́вний о́круг розташований у центрі Москви та складається з 10 районів. У окрузі розташовано багато театрів, майже усі московські залізничні вузли, більша частина міністерств Російської Федерації, а також Кремль, Будинок уряду РФ, Державна Дума, Рада Федерації. Значну частину території округа займають різні офісні будинки.
Межі округа майже збігаються з межами Москви 1912 року (за винятком районів «Сокільники», який входить до складу Східного адміністративного округу, та «Дорогомілово», який входить до складу Західного адміністративного округу).
Округ межує з усіма іншими округами Москви, крім Зеленоградського, Новомосковського та Троїцького.

## Райони
- Арбат
- Басманний
- Замоскворіччя
- Красносільський
- Міщанський
- Пресненський
- Таганський
- Тверський
- Хамовники
- Якиманка

## Вулиці
- Садове кільце
- Бульварне кільце
- Арбат
- Новий Арбат
- Тверська вулиця
- Красна площа
- Лубянська площа
- Охотний ряд
- Кремлівська набережна
- Газетний провулок
- Вулиця Петрівка
- Велика Нікітинська
- Велика Дмитрівка
- Воздвіженка
- Вулиця Казакова
- Гороховський провулок
- Токмаків провулок
- Малий Демидовський провулок
- Єлизаветенський провулок
- Столешников провулок
- Кузнецький Міст